# Предраг Штрбац
Предраг Штрбац (Неготин, 23. децембар 1970) српски је позоришни редитељ.

## Биографија
Дипломирао позоришну и радио-режију на Факултету драмских уметности у Београду.
Режирао је преко 40 представа, од којих многе за Српско народно позориште.

## Театрографија
| Бр. | Наслов                         | Година | Позориште                                            |
| --- | ------------------------------ | ------ | ---------------------------------------------------- |
| 1   | Госпођа министарка             | 1996   | Југословенско драмско позориште                      |
| 2   | Хасанагиница                   | 1998   | Народно позориште Тимочке крајине „Зоран Радмиловић” |
| 3   | Ивица и Марица                 | 1999   | Народно позориште Сомбор                             |
| 4   | Писмо диктатору                | 2000   | Битеф театар                                         |
| 5   | Пријатељство, занат најстарији | 2001   | Народно позориште Тоша Јовановић                     |
| 6   | Маму му ј... ко је први почео  | 2001   | Народно позориште Кикинда                            |
| 7   | Кокошка                        | 2001   | Народно позориште Републике Српске                   |
| 8   | Трамвај звани жеља             | 2002   | Народно позориште Републике Српске                   |
| 9   | Снежана и седам патуљака       | 2003   | Дечје позориште Суботица                             |
| 10  | Диско свиње                    | 2003   | Српско народно позориште                             |
| 11  | Кола мудрости - двоја лудости  | 2003   | Народно позориште Суботица                           |
| 12  | Зуби                           | 2004   | Српско народно позориште                             |
| 13  | Бан први                       | 2004   | Народно позориште Републике Српске                   |
| 14  | Трамвај у житу                 | 2004   | Дечје позориште Суботица                             |
| 15  | Ромео и Јулија                 | 2005   | Српско народно позориште                             |
| 16  | Бастијен и Бастијена           | 2005   | Дечје позориште Суботица                             |
| 17  | Славуј                         | 2006   | Позориште лутака                                     |
| 18  | Ружни                          | 2006   | Позориште „Душко Радовић” Београд                    |
| 19  | Дисцо пигс                     | 2006   | Београдско драмско позориште                         |
| 20  | Ханибал Поџемни                | 2007   | Шабачко позориште                                    |
| 21  | Иванов                         | 2007   | Српско народно позориште                             |
| 22  | Харман                         | 2008   | Атеље 212                                            |
| 23  | Као да                         | 2009   | Српско народно позориште                             |
| 24  | Покојник                       | 2009   | Народно позориште 'Тоша Јовановић'                   |
| 25  | Нора луткина кућа              | 2010   | Народно позориште у Сомбору                          |
| 26  | Барбело, о псима и деци        | 2010   | Српско народно позориште                             |
| 27  | Добар дечак и Хyвӓ боy         | 2011   | Српско народно позориште                             |
| 28  | Пресрећни људи                 | 2012   | Српско народно позориште                             |
| 29  | Срце једног боксера            | 2012   | Позориште „Душко Радовић” Београд                    |
| 30  | Петар Пан                      | 2012   | Дечје позориште Суботица                             |
| 32  | Салома_Релоадед                | 2012   | Народно позориште у Сомбору                          |
| 31  | Салома_Релоадед                | 2012   | Српско народно позориште                             |
| 33  | Аутобиографија                 | 2014   | Српско народно позориште                             |
| 34  | Дан када смо се срели          | 2015   | Српско народно позориште                             |
| 35  | Чудовиште                      | 2015   | Народно позориште „Тоша Јовановић”                   |
| 36  | Преваранти                     | 2016   | Позориште „Душко Радовић” Београд                    |
| 37  | Развојни пут Боре Шнајдера     | 2016   | Српско народно позориште                             |
| 38  | Сумњиво лице                   | 2017   | Народно позориште Суботица                           |
| 39  | Пустоловине Тома Сојера        | 2018   | Дечје позориште Суботица                             |
| 40  | Хепи енд (пројекат Егзодус)    | 2018   | Српско народно позориште                             |
| 41  | Идеалан муж                    | 2019   | Београдско драмско позориште                         |
| 42  | Три мускетара                  | 2019   | Дечје позориште Суботица                             |